# Torre di Marina di Campo
La Torre di Marina di Campo è una torre costiera situata nel comune di Campo nell'Elba, presso la frazione di Marina di Campo.
La torre è attestata dal 1596, anno in cui fu data in custodia a Matteo d'Antonio da San Piero in Campo. Nella seconda metà del Cinquecento parte del tratto litoraneo meridionale ed orientale dell'isola entrò a far parte dello Stato dei Presidii, e gli Spagnoli decisero di continuare ad utilizzare la torre nell'ambito del loro sistema difensivo costiero. Proprio gli Spagnoli vi costruirono nelle vicinanze una cappella intitolata a San Gaetano da Thiene per permettere soste di preghiera alle guarnigioni in servizio presso la torre; fu proprio questo edificio di culto a permettere lo sviluppo in epoca moderna del vicino abitato di Marina di Campo.
La Torre di Marina di Campo si presenta a pianta circolare, poggiante su un possente basamento a scarpa, secondo la classica morfologia costruttiva del XVI secolo. L'accesso alla struttura difensiva avviene attraverso una porta d'ingresso che si apre al piano rialzato, preceduta da una caratteristica rampa di scale esterna che originariamente culminava con un ponte levatoio per garantire maggiore controllo e sicurezza negli accessi alla torre. Proprio sul lato d'ingresso sporge dalla parte sommitale una caditoia, dalla quale era possibile difendere il complesso da eventuali tentativi di incursione, avendo potuto proteggere l'ingresso anche dall'alto. La parte sommitale termina con un coronamento leggermente sporgente rispetto al rimanente corpo di fabbrica, che delimita una terrazza.
Alla sommità del fabbricato ubicato nei pressi della torre, nel 1901 è stato attivato il faro di Marina di Campo.